# Cedar Key
Cedar Key – miasto w Stanach Zjednoczonych, w stanie Floryda, w hrabstwie Levy.